# 카르테 뒤 시엘
카르테 뒤 시엘은 천문학에서 발견한 항성들의 목록을 가르키는 단어이다. 주로 천문대들에서 많이 사용한다.

## 설명
카르테 뒤 시엘은 (문자 그대로 '하늘의 지도')과 별자리를 자세하게 수록하는 기록물이다. 19세기 말에 11등급 또는 12등급 정도로 희미한 수백만 개의 항성들의 위치를 목록화하고 지도를 만드는 거대한 국제 천문 프로젝트의 두 가지 별개이지만 연결된 구성 요소였다. 전 세계 20개의 천문대가 수십 년에 걸쳐 확장되는 거대한 관측 프로그램에서 22,000개 이상의 (유리) 사진판을 노출하고 측정하는 데 참여했다. 그 방대한 규모에도 불구하고, 혹은 그것 때문에 프로젝트는 부분적으로 성공했을 뿐인데 까르떼 뒤 시엘의 구성 요소는 결코 완성되지 못했고 거의 반세기 동안 천체 목록 부분은 대부분 무시되었다. 그러나 1997년 히파르코스 목록의 등장은 이 역사적인 판재의 사용에 있어서 가장 중요한 발전으로 이어졌다.

## 같이 보기
- 천문학
- 항성